# Denis Trento
Denis Trento  (* 2. Juni 1982 in Aosta; † 3. Mai 2024) war ein italienischer Skibergsteiger.

## Erfolge (Auswahl)
Bei der Weltmeisterschaft 2006 erreichte er beim Vertical Race den achten Platz. Bei der Europameisterschaft im Skibergsteigen 2007 wurde er zusammen mit Dennis Brunod, Manfred Reichegger und Guido Giacomelli in der Staffeldisziplin Europameister und ein Jahr darauf bei der Weltmeisterschaft ebenfalls beim Staffelrennen mit Dennis Brunod, Manfred Reichegger und Martin Riz Weltmeister.

### Pierra Menta
- 2006: 4. Platz mit Tony Sbalbi
- 2007: 5. Platz mit Tony Sbalbi

### Trofeo Mezzalama
- 2003: 6. Platz mit Nicola Invernizzi und Alain Seletto

Denis Trento starb am 3. Mai 2024 bei einem Sturz am Mont Paramont in den Grajischen Alpen. Er wurde 41 Jahre alt.